# Montes (Malé)
Montes (IPA: /monˈtes/) è una frazione del comune di Malé in provincia autonoma di Trento.

## Storia

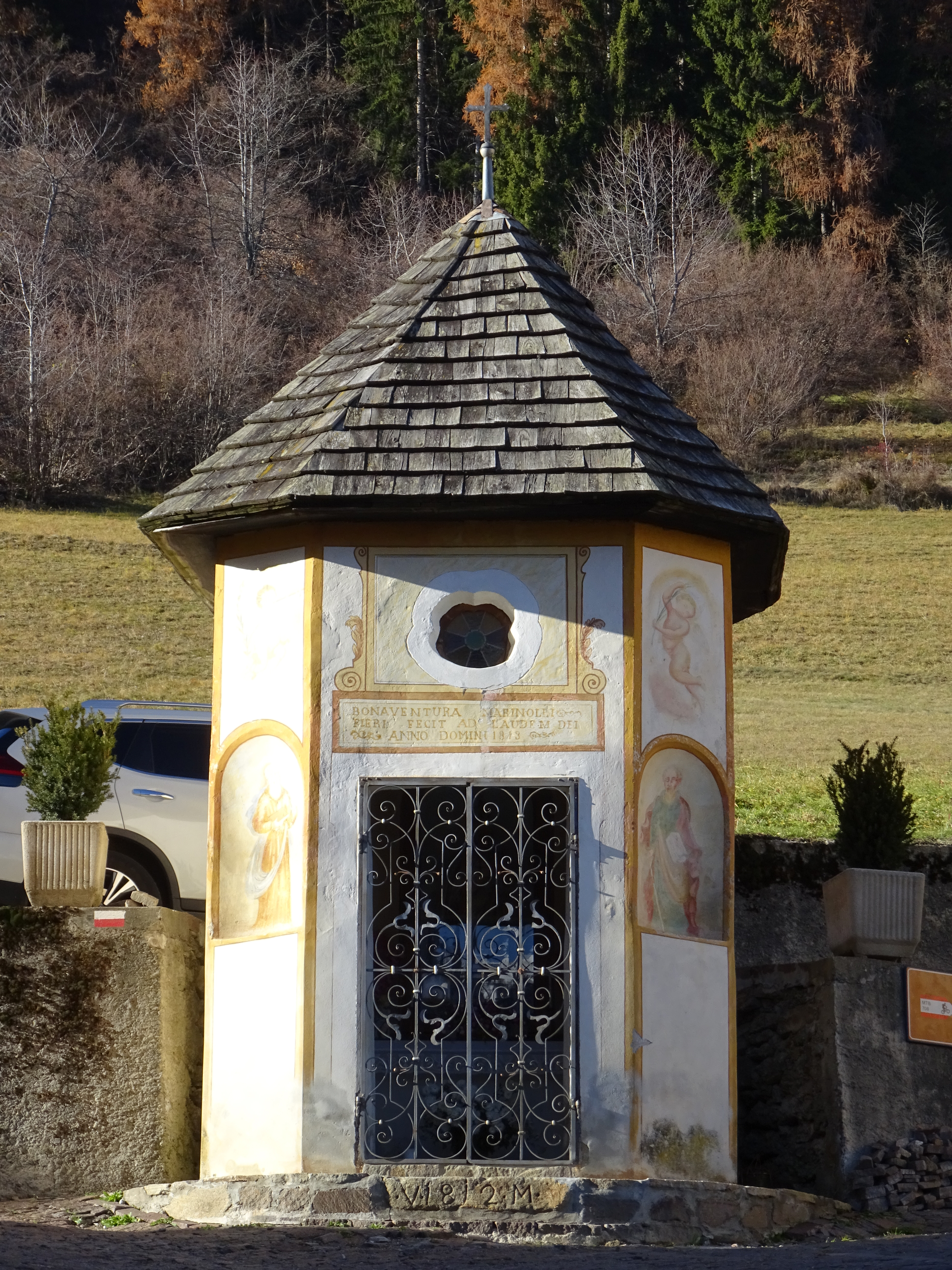
Capitello votivo con affreschi

Montes è stato comune autonomo fino al 1928, anno in cui venne aggregato a Dimaro. Nel 1953 fu ricostituito il comune di Monclassico con le frazioni di Presson, Bolentina e Montes. Nel 1970 Monclassico cedette il territorio al comune di Malé.

## Monumenti e luoghi d'interesse
- Chiesa di San Valentino, chiesa parrocchiale in condivisione con il paese di Bolentina, è posta sul territorio catastale di Montes, a breve distanza dal piccolo centro abitato.